# Алексеев, Иван Михайлович
Ива́н Миха́йлович Алексе́ев (8 ноября 1922 года — 5 октября 1944 года) — советский офицер, участник Великой Отечественной войны, командир стрелковой роты 1-го гвардейского стрелкового полка 2-й гвардейской стрелковой дивизии 56-й армии Северо-Кавказского фронта, Герой Советского Союза (16.05.1944), гвардии капитан.

## Биография
Родился 8 ноября 1922 года в селе Дмитриевское-Семенёк Ефремовского уезда Тульской губернии (ныне с. Семенёк Становлянского района Липецкой области), в семье крестьянина, проживал в селе Толстая Дубрава Волынского района Орловской области (ныне Становлянский район Липецкой области). Русский. Окончил неполную среднюю школу. Обучался в Ефремовском ремесленном училище, по окончании которого работал лаборантом на заводе синтетического каучука в г. Ефремов.
В Красной армии с 19 декабря 1941 года. В 1942 году окончил курсы младших лейтенантов. На фронте с августа 1942 года. Член ВКП(б) с 1943 года.
Командир 6-й стрелковой роты 1-го гвардейского стрелкового полка 2-й гвардейской стрелковой дивизии 56-й армии Северо-Кавказского фронта гвардии старший лейтенант Алексеев отличился 3 ноября 1943 года при форсировании Керченского пролива. Рота стремительным броском заняла первую линию вражеских траншей на важной высоте, в течение следующего дня отразила несколько контратак противника и удержала занятые рубежи.
В ходе последующих боёв рота заняла ещё одну линию траншей и, таким образом, расширила плацдарм. Заняв круговую оборону, удержала захваченные рубежи до подхода подкрепления. За три дня боёв было уничтожено более 2 взводов фашистов, захвачено 2 тяжёлых и 4 ручных пулемёта.
Указом Президиума Верховного Совета СССР «О присвоении звания Героя Советского Союза начальствующему и рядовому составу Красной Армии» от 16 мая 1944 года за «образцовое выполнение боевых заданий Командования на фронте борьбы с немецкими захватчиками и проявленные при этом отвагу и геройство» гвардии старшему лейтенанту Алексееву Ивану Михайловичу присвоено звание Героя Советского Союза с вручением высшей награды СССР — ордена Ленина, знака особого отличия — медали «Золотая Звезда» и грамоты Президиума Верховного Совета СССР.
За успешные боевые действия при прорыве «Голубой линии» противника и освобождение от гитлеровских захватчиков Таманского полуострова Приказом Верховного Главнокомандующего Вооружённых Сил Союза ССР № 31 от 9 октября 1943 года И.М. Алексееву была объявлена благодарность.
В частях Отдельной Приморской армии, на Северо-Кавказском и Прибалтийском фронте четырежды ранен — 28 декабря 1942 г., 26 мая 1943 г., 18 июля 1943 г., 17 ноября 1943 г.
Погиб 5 октября 1944 года в боях при освобождении м. Цитованы, Шауляйского уезда, Литовской ССР (в соответствии с наградным листом к Ордену Отечественной войны I степени — в районе Иозефово, Кельмского уезда, Литовской ССР). На момент гибели являлся заместителем командира 2-го стрелкового батальона 1-го гвардейского стрелкового Севастопольского Краснознаменного полка 2-й гвардейской стрелковой Краснознамённой ордена Суворова дивизии.

## Награды
- Медаль «За оборону Кавказа»
- Орден Красной Звезды
- Медаль «Золотая Звезда»
- Орден Ленина
- Орден Красного Знамени
- Орден Отечественной войны I степени (посмертно)

## Память
- Имя Героя высечено золотыми буквами в зале Славы Центрального музея Великой Отечественной войны в Парке Победы города Москвы.
  - Имя А.И. Алексеева отображено на мемориальной доске, установленной в Сквере Славы г. Керчь.
- На месте захоронения в г. Титувенай установлен обелиск.
- На Аллее воинской Славы в с. Становое установлен портрет.
- В с. Толстая Дубрава установлен обелиск.
- В с. Толстая Дубрава в честь И. М. Алексеева названа улица.[8]   - Место захоронения на русском кладбище в г. Титувенай
  - Общий вид захоронения в г. Титувенай
  - Обелиск  Герою  Советского Союза И.М. Алексееву установлен в 1978 году в  селе Толстая Дубрава на территории школы.
  - Фрагмент мемориальной доски, установленной в Сквере Славы г. Керчь с именем И.М. Алексеева

## Документы
- Наградной лист к ордену "Красная Звезда"
- Фрагмент Указа Президиума Верховного Совета о присвоении звания Героя Советского Союза генерал, офицерскому, сержантскому и рядовому составу Красной Армии от 16 мая 1944 года.
- Указ Президиума Верховного Совета о присвоении звания Героя Советского Союза генералам, офицерскому, сержантскому и рядовому составу Красной Армии от 16 мая 1944 года. Вырезка из газеты "Красная Звезда" № 116 (5796) от 17 мая 1944 года.
- Приказ о присвоении гвардейского звания
- Наградной лист к Ордену Красного Знамени
- Наградной лист к Ордену Отечественной войны I степени (посмертно)
- Фрагмент именного списка безвозвратных потерь офицерского состава 2-й гвардейской стрелковой Таманской Краснознамённой ордена Суворова дивизии с 10 октября 1944 г. по 15 октября 1944 г.